# Бебе (вратарь)
Эуклидеш Гомеш Ваш (Бебе) (порт. Euclides Gomes Vaz (Bebé); 19 мая 1983, Лиссабон, Португалия) — португальский игрок в мини-футбол. Бывший вратарь сборной Португалии.

## Биография
Бебе, в отличие от многих других футзальных вратарей, очень поздно начал играть в футзал. В 17 лет Бебе понял, что в футзале он добьётся большего успеха чем в футболе. Уже в 2003 году он попадает в одну из сильнейших команд мира лиссабонский «Спортинг». С 2005 года выступает за сборную Португалии, в составе которой сыграл более ста официальных матчей.

## Достижения
«Спортинг»
- Чемпион Португалии (2): 2003/04, 2005/06
- Обладатель Кубка Португалии: 2005/06
- Обладатель Суперкубка Португалии: 2004

«Бенфика»
- Чемпион Португалии (5): 2006/07, 2007/08, 2008/09, 2011/12, 2014/15
- Обладатель Кубка Португалии (5): 2006/07, 2008/09, 2011/12, 2014/15, 2016/17
- Обладатель Суперкубка Португалии (6): 2007, 2009, 2011, 2012, 2015, 2016
- Победитель Лиги чемпионов: 2009/10

Португалия
- Чемпион Европы (2): 2018, 2022
- Чемпион мира: 2021